# Kuji (Iwate)
Kuji (jap. 久慈市, -shi) ist eine Stadt in der Präfektur Iwate auf Honshū, der Hauptinsel von Japan.
Die Stadt ist für ihre reichen Bernsteinvorkommen (Kuji-Bernstein) bekannt. In der Gemeinde befindet sich mit dem Bernsteinmuseum Kuji (琥珀博物館, Kuji Hakubutsukan), das einzige Museum dieser Art in Japan.

## Geographie
Kuji liegt nördlich von Morioka und südlich von Hachinohe am Pazifik.

## Geschichte
Die Stadt Kuji wurde am 3. November 1954 aus den ehemaligen Kleinstädten (chō) Kuji (久慈町, -chō) und Osauchi (長内町, -chō), sowie den Dörfern (mura) Okawame (大川目村, -mura), Natsui (夏井村, -mura), Samuraihama (侍浜村, -mura), Ube (宇部村, -mura) und Yamane (山根村, -mura) des Landkreises Kunohe gegründet.

## Erdbeben- und Tsunamikatastrophen
| Katastrophenereignis | Völlig zerstörte Häuser | Zahl Todesopfer | Quelle |
| --- | ----------------------- | --------------- | ------ |
| Meiji 1896 (Erdbeben und Tsunami) | 180                     | 494             | [ 2 ]  |
| Shōwa 1933 (Erdbeben und Tsunami) | 117                     | 27              | [ 2 ]  |
| Chile 1960 (Erdbeben und Tsunami) | 1                       | 0               | [ 2 ]  |
| Tōhoku 2011 (Erdbeben und Tsunami) | 65                      | 5               | [ 2 ]  |
| Anmerkung: Der Zahl der Todesopfer für die Tōhoku-Katastrophe 2011 errechnet sich aus den Gesamtzahlen der Toten und Vermissten des 153. FDMA-Schadensberichts vom 8. März 2016 abzüglich der Zahlenangaben katastrophenbedingter Todesfälle, die von der Wiederaufbaubehörde (Reconstruction Agency, RA) ermittelt wurden. |                         |                 |        |

Die Naturkatastrophe des Tōhoku-Erdbebens am 11. März 2011 mit dem nachfolgenden Tsunami forderte in Kuji 4 Tote und 2 Vermisste. 65 Wohngebäude wurden völlig und 213 weitere teilweise zerstört.

## Verkehr
- Zug:
  - JR Hachinohe-Linie
- Straße:
  - Nationalstraße 45, 281, 395

## Städtepartnerschaften

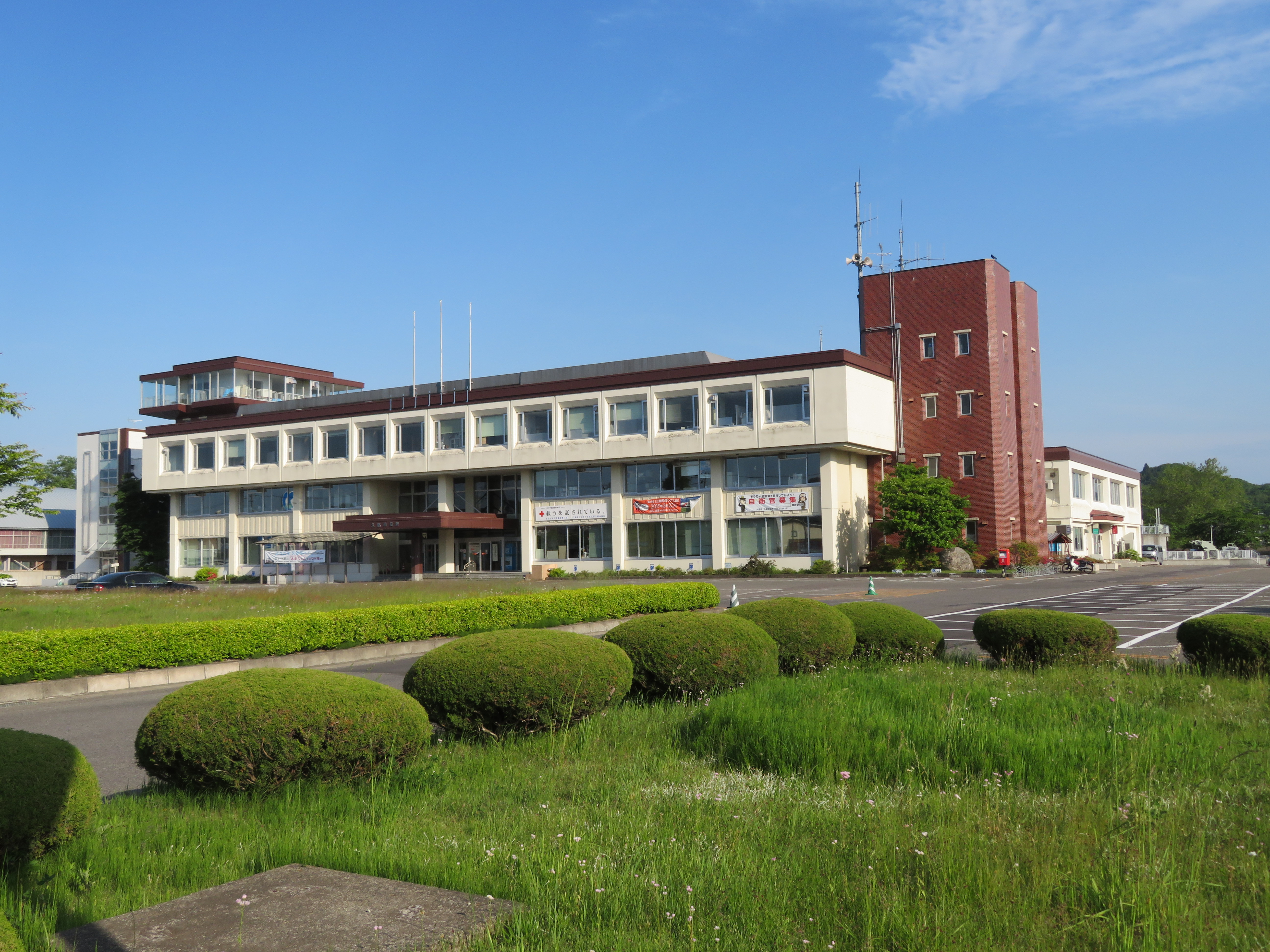
Rathaus von Kuji

- Klaipėda, Litauen
- Franklin, Indiana, USA[4]